# Bitwa w Lasach Janowskich i Puszczy Solskiej

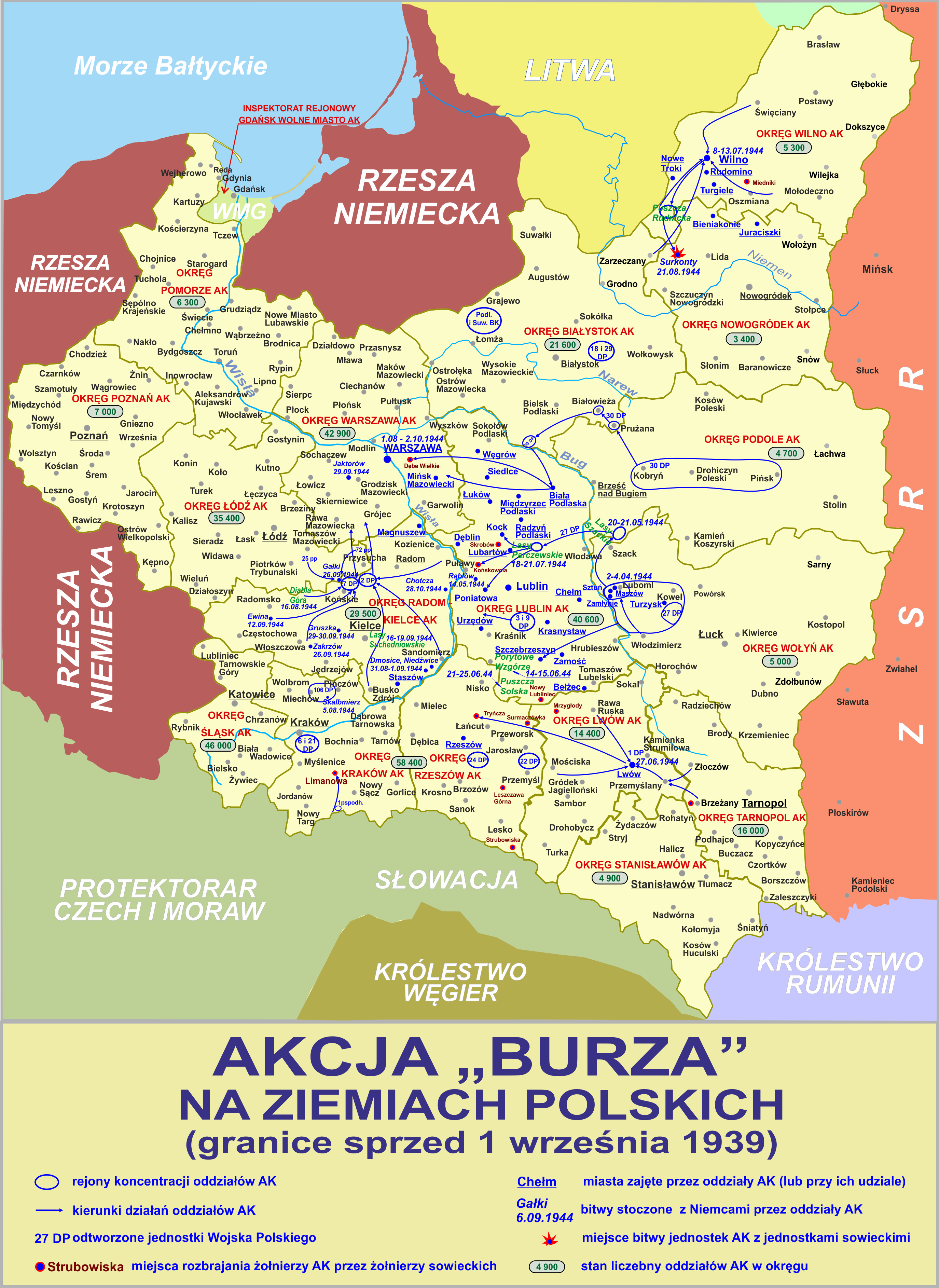

Bitwa w Lasach Lipskich, Janowskich i Puszczy Solskiej – największa bitwa partyzancka na ziemiach polskich podczas II wojny światowej stoczona w czerwcu 1944 na południu Lubelszczyzny.
Jej przyczyną była wielka operacja antypartyzancka „Sturmwind” dzieląca się na Sturmwind I (9–15 czerwca 1944 – Lasy Lipskie i Lasy Janowskie) i Sturmwind II (16–25 czerwca 1944 – Lasy Biłgorajskie i Puszcza Solska).

## Przygotowanie
Gęstość zalesienia na Lubelszczyzny przyczyniła się do rozwoju działalności partyzanckiej w rejonie prowadzonej zarówno przez wierność rządowi emigracyjnemu Armię Krajową (w tym scalonych z nią Gwardii Ludowej WRN i Narodowej Organizacji Wojskowej) jak i podległą Krajowej Radzie Narodowej Armię Ludową, oraz te oddziały Batalionów Chłopskich, które nie scaliły się ani z AK ani z AL zachowując wierność Centralnemu Kierownictwu Ruchu Ludowego. Wraz ze zbliżaniem się frontu na teren Lubelszczyzny przeszło kilkanaście oddziałów partyzantki radzieckiej.
Na początku maja siły hitlerowskiej w dystrykcie lubelskim rozpoczęły antypartyzancką operację „Maigewitter” („Burza Majowa”), w której siłami okupantów dowodził osobiście SS-Gruppenführer Jakob Sporrenberg - dowódca SS i Policji na dystrykt. Niemcom udało się wytropić tylko jedno polsko-radzieckie zgrupowanie partyzanckie dowodzone przez ppłk Mieczysława Moczara ps. „Mietek”, z którym najpierw starto się w rejonie Dąbrówki oraz na linii Syry-Amelin, a następnie okrążono (Brygada AL im. Hołoda i część oddziału radzieckiego im. Chruszczowa) w lasku pod Rąblowem, gdzie doszło do całodobowej bitwy partyzanckiej.
W wyniku niepowodzenia „Maigewitter” dowództwo niemieckie doszło do wniosku, że siły bezpieczeństwa wsparte przez stacjonujące w rejonie niewielkie jednostki wojskowe nie są w stanie zlikwidować lubelskiej partyzancki. Jeszcze w czasie „Maigewitter” Josef Bühler powiedział:

Nigdy dotąd nie zdarzyło się żeby całe powiaty Generalnego Gubernatorstwa znajdowały się w ręku band i żeby ustawała działalność administracji na znacznych obszarach. Zdarzyło się też obecnie po raz pierwszy, że oficjalnie zwinięto placówkę w dystrykcie Lublin, mianowicie landkomisarza, gdyż dalsze przebywanie Niemców na tym obszarze stało się niemożliwe.

Z tego powodu dowództwo niemieckie postanowiło do kolejnych akcji skoncentrować siły wojskowe jak miało to już miejsce w Jugosławii, Związku Radzieckim i we Francji. Zdecydowano się także przeprowadzić dwie osobne operacje: na północy dystryktu miała być to „Vagabund” („Włóczęga”) zaś na południu Sturmwind („Wicher”).

## Lasy Lipskie i Janowskie

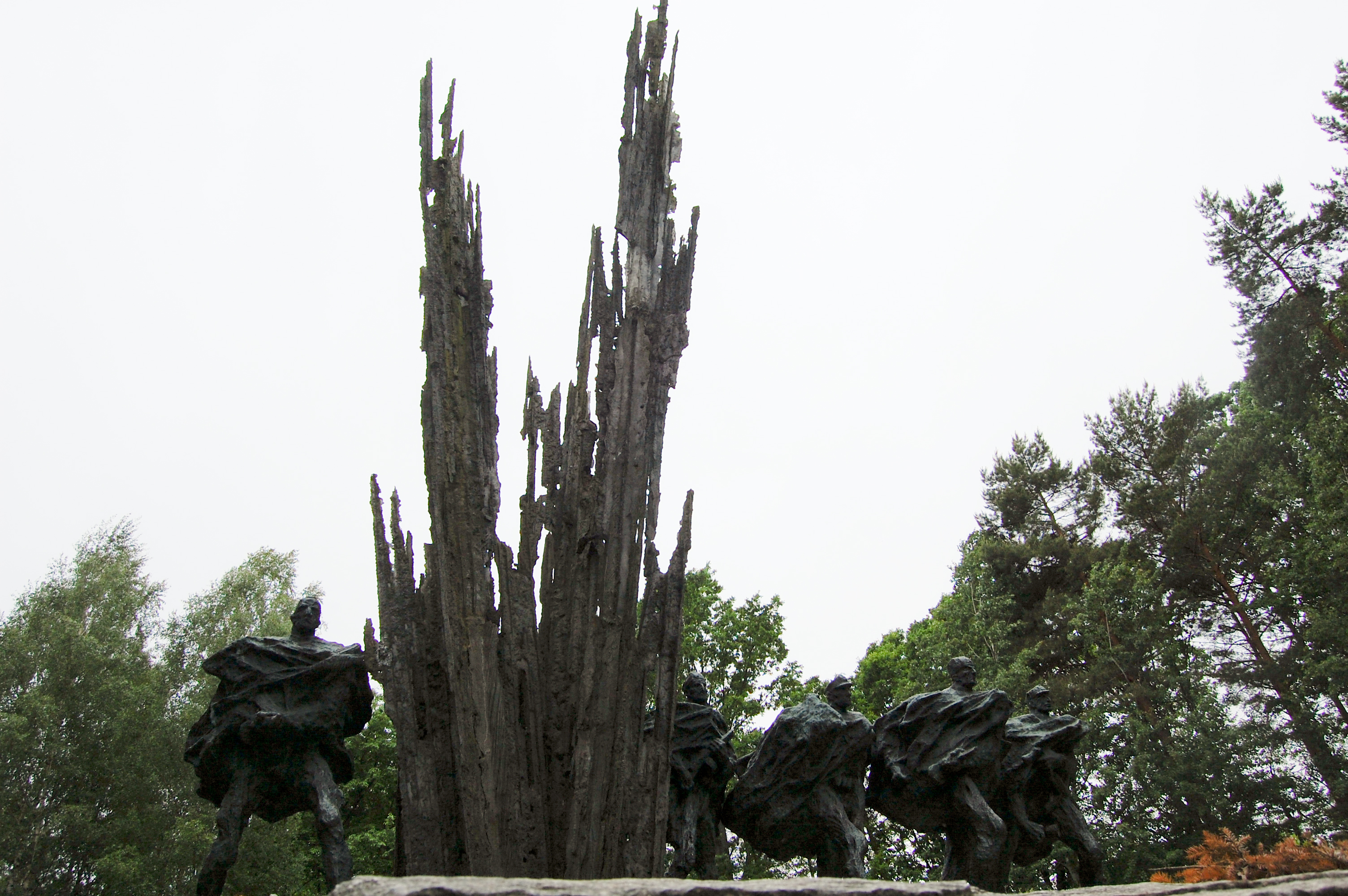
Pomnik partyzantów na Porytowym Wzgórzu

Okrążanie lasów nastąpiło między 3 a 9 czerwca 1944. Znalazła się w nim większość 1 Brygady AL im. Ziemi Lubelskiej (dowództwo i sztab, kompania sztabowa, 2 kompania, 3 kompania Straży Chłopskiej, 5 kompania szturmowa - razem ok. 500 ludzi) oraz czasowo jej podporządkowany oddziały AL „Korsarza” i „Pilota” oraz oddział BCh „Szuma”, Brygada AL im. Wandy Wasilewskiej (ok. 300 ludzi), oddział łącznikowy PSzP „Janowskiego” (ok. 100 ludzi), polsko-radziecki oddział im. Stalina (ogółem ponad 200 ludzi), oddział NOW-AK „Ojca Jana” (ok. 100 ludzi), oddział AK „Kmicica” (ok. 30 ludzi), leśna szkółka podoficerska AK oraz oddziały radzieckie: część zgrupowania im. Nikity Chruszczowa (ok. 310 ludzi), zgrupowanie im. Aleksandra Newskiego (ok. 400 ludzi), niepełne zgrupowanie ppłk Prokopiuka (ok. 540 ludzi), oddział im. Siemiona Budionnego (ok. 200 ludzi), oddział im. Aleksandra Suworowa (ok. 70 ludzi) i oddział im. Siergieja Kirowa (ok. 70 ludzi). Dowódcy poszczególnych oddziałów zdecydowali się połączyć siły 7 czerwca (wg innych danych 12 czerwca) tworząc liczące 3300-3500 partyzantów zgrupowanie, którego komendantem wybrano ppłk Nikołaja Prokopiuka. Jego zastępcą został mjr Wiktor Krasimow.
Dowództwo nad siłami antypartyzanckimi objął osobiście komendant Wehrmachtu na Generalne Gubernatorstwo gen. Siegfried Haenicke. Tworzyły je: 154 Dywizja Rezerwowa (1 i 2 pułk rezerwowy, 10 dywizjon artylerii, baon saperów i podporządkowany tymczasowo 986 batalion ochrony transportu), 174 Dywizja Rezerwowa (24 i 209 pułk rezerwowy oraz włączone tymczasowo w jej skład 1 batalion 4 Pułku Policji SS, siedem kompanii Wehrmachtu oraz Legiony Wschodnie z Warszawy, Kielc i Lwowa), 213 Dywizja Ochronna (174 Pułk Ochrony, 213 Dywizjon Kozaków oraz włączone tymczasowo 4 pułk szkoleniowy Grupy Armii „Północna Ukraina”, Korpus Kawalerii Kałmuckiej, 342 baon marszowy, 1 zmotoryzowany batalion żandarmerii), 115 Pułk Strzelców Krajowych, 4 Flota Powietrzna, 965 i 966 bataliony ochrony, pododdziały 4 Armii Pancernej, zmobilizowane posterunki policji i żandarmerii, jednostki sanitarne, łączności i transportu oraz służba leśna i kolejowa. Łącznie siły antypartyzanckie wyniosły ok. 30 tys. żołnierzy i policjantów.
Hitlerowskie natarcie rozpoczęło 11 czerwca 1944. Wcześniej, w dniach 9-10 czerwca, partyzanci rozpoczęli przygotowanie do obrony od zaminowania części dróg i przeprowadzenia rozpoznania. W nocy z 11 na 12 czerwca partyzanci rozpoczęli wycofywanie się z Lasów Lipskich do Janowskich, w czasie którego zdobyto plany niemieckiego ataku. 14 czerwca, na Porytowy Wzgórzu rozegrała się całodobowa bitwa będąca punktem kulminacyjnym walk w Lasach Janowskich, w czasie której polsko-radzieckie zgrupowanie wyszło nocą z okrążenia tracąc ok. 200 zabitych i rannych (zginęli min. sekretarz Komitetu Obwodowego PPR Kazimierz Wyrwas i radziecki dowódca mjr Władimir Czepiga). 16 czerwca sforsowano Sopot przechodząc do Puszczy Solskiej.

## Lasy Biłgorajskie i Puszcza Solska

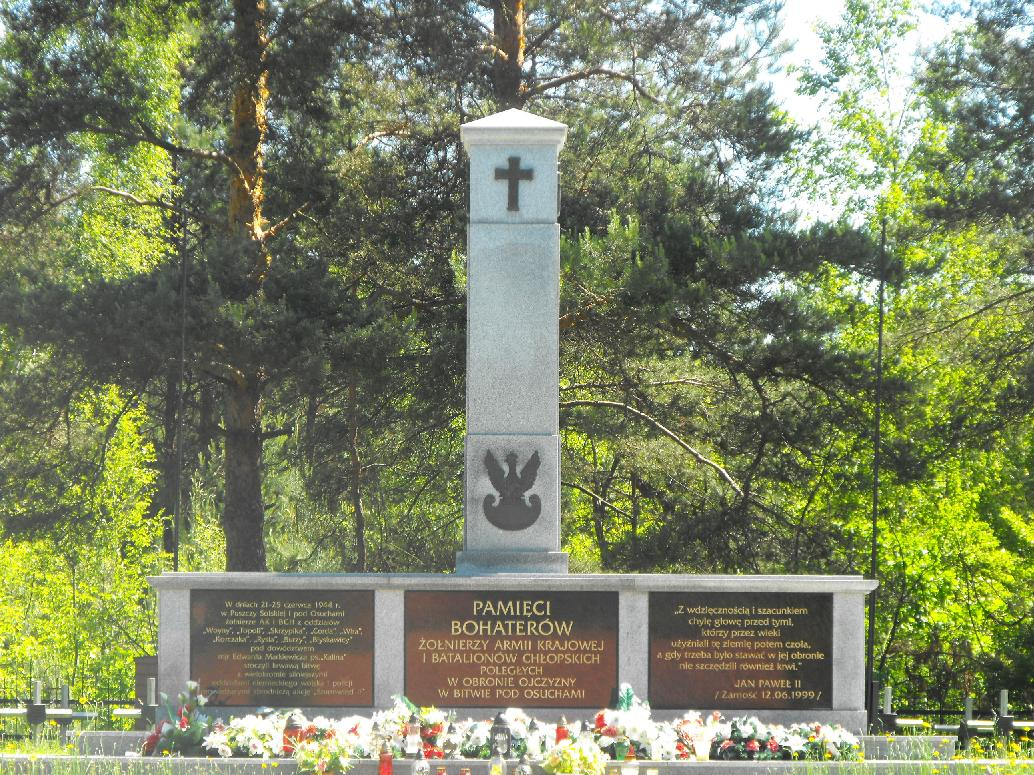
Pomnik poległych pod Osuchami partyzantów

Po przejściu w Puszczę Solską liczebność polsko-radzieckiego zgrupowania wzrosła do ok. 5000 ludzi (3000 Sowietów, 750-800 AK-owców, 750-800 AL-owócw i 400 BCh-owców) czego powodem było włączenie w jego skład tamtejszych oddziałów radzieckich (Borysa Szangina, Grigorija Kowalowa i Siemiona Czyżowa) oraz AK (kompania „Kosa”, pluton „Bulbasa”, pluton sztabowy „Kata”, kompania sztabowa „Woyny”, oddział szkoleniowy „Corda”, oddział szkoleniowy „Wira”, kompania i pluton 9 Pułku Piechoty oraz szpital leśny) i BCh (I Batalion „Rysia” oraz oddziały „Błyskawicy” i „Antona”).
19 czerwca Haenicke przeniósł swój sztab z Sandomierza do Zamościa. Bezpośredni atak na pozycje partyzantów zaczął się 21 czerwca. Nocą z 21 na 22 czerwca, w rejonie Górecka Kościelnego, z okrążenia wyszli partyzanci AL (zginęło ok. 100 ludzi, min. por. Aleksander Szymański ps. „Bogdan”), którzy powrócili w rejon Lasów Janowskich. Kolejnej nocy tą samą próbę na innym odcinku podjęli Sowieci. Ostatecznie przebili się oni dopiero nocą z 23 na 24 czerwca udając się następnie w Karpaty. Mjr Edward Markiewicz ps. „Kalina”, dowódca sił AK i BCh, zdecydował się nie wychodzić z okrążenia. Poprowadził podległe sobie siły w bagniste rejony między Tanwią a Sopotem licząc, że trudno dostępny rejon ochroni ich przed hitlerowcami. Wbrew oczekiwaniom Niemcy kontynuowali pościg okrążając Polaków w rejonie wsi Osuchy („Kalina” przekazał dowództwo swojemu zastępcy i popełnił samobójstwo). Podjęta nocą 25 czerwca próba wyjścia z okrążenia zakończyła się klęską partyzantów. Z oblężonych oddziałów wydostał się tylko oddział „Wira”.
Wzięci do niewoli pod Osuchami partyzanci trafili do obozów koncentracyjnych lub zostali zabici na miejscu. Ci, którym udało się wydostać z okrążenia kontynuowali walkę do końca niemieckiej okupacji Lubelszczyzny w lipcu 1944.

## Upamiętnienie

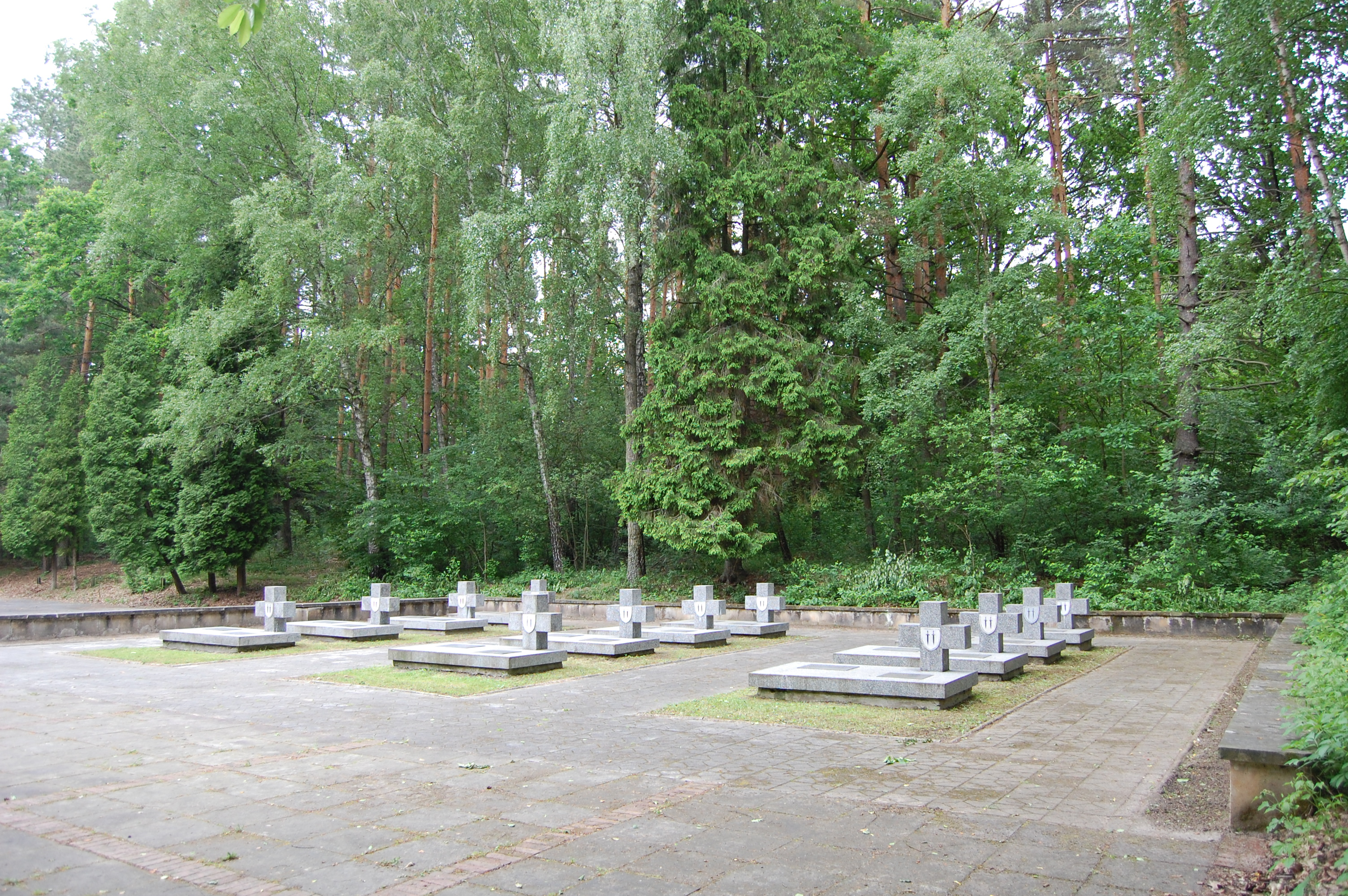
Groby poległych partyzantów na Porytowym Wzgórzu

W 1974, na Porytowym Wzgórzu, odsłonięto pomnik autorstwa Bronisława Chromego poświęcony pamięci partyzantów polsko-radzieckiego zgrupowania. Z tyłu pomnika znajduje się cmentarz partyzancki, zaś w obrębie pola bitwy pojedyncze groby, z których w latach 50 ekshumowano i przeniesiono na cmentarz ciała poległych partyzantów. Na szczycie Wzgórza Porytowego mieści się drugi pomnik, który dawniej stał w pobliżu partyzanckiego cmentarza.
Za waleczność okazaną w bitwie w Lasach Lipskich, Janowiskich i Puszczy Solskiej, a w szczególności za walki na Porytowym Wzgórzu, szef sztabu Obowdu II Lubelskiego AL mjr Jan Wyderkowski ps. „Grab” przedstawił do odznaczenia Orderem Krzyża Grunwaldu III klasy 43 partyzantów Armii Ludowej i oddziału łącznikowego.
Największa bitwa partyzancka na ziemiach polskich została upamiętniona na jednej z tablic na Grobie Nieznanego Żołnierza w Warszawie po 1990 roku napisem "LASY JANOWSKIE I PUSZCZA SOLSKA 9 - 25 VI 1944".

## Ważniejsi dowódcy partyzanccy

### Partyzantka radziecka
- ppłk Nikołaj Prokopiuk[29]
- ppłk Walentyn Pielicha ps. „Galicki”
- mjr Wiktor Krasimow
- mjr Władimir Czepiga†[30]
- kpt. Mikołaj Kunicki ps. „Mucha Michalski”[31]
- st. lejt. Iwan Jakolew
- lejt. Sergiusz Sankow
- lejt. Michaił Nadielin

### Armia Krajowa
- mjr Edward Markiewicz ps. „Kalina”†
- rtm. Mieczysław Rakoczy ps. „Miecz”
- por. Adam Haniewicz ps. „Woyna”†
- por. Józef Stegliński ps. „Cord”†
- por. lek. Lucjan Kopeć ps. „Radwan”
- por. Konrad Bartoszewski ps. „Wir”
- por. Bolesław Usow ps. „Konar”
- ppor. Mieczysław Potyrański ps. „Poraj”

### Armia Ludowa i Polski Sztab Partyzancki
- kpt. Ignacy Borkowski ps. „Wicek”
- kpt. Stanisław Szelest
- por. Edward Gronczewski ps. „Przepiórka”
- por. Aleksander Szymański ps. „Bogdan”†
- por. Julian Kaczmarczyk ps. „Lipa”†[32]
- ppor. Jan Fijoł ps. „Ryś II”†
- ppor. Władysław Rękas ps. „Sęp”†
- ppor. Andrzej Pajdo[33]
- ppor. Aleksander Bis ps. „Korsarz”
- st. sierż. Jan Błażejczyk ps. „Pilot”
- kpr. Franciszek Ziemba ps. „Januszek”†

### Bataliony Chłopskie
- por. Jan Kędra ps. „Błyskawica”
- por. Antoni Wróbel ps. „Burza”
- por. Józef Mazur ps. „Skrzypik"†
- por. Wincenty Mieczysław Wróblewski ps. „Szum”
- plut. Antoni Warchał ps. „Szczerba”†